# Regosol

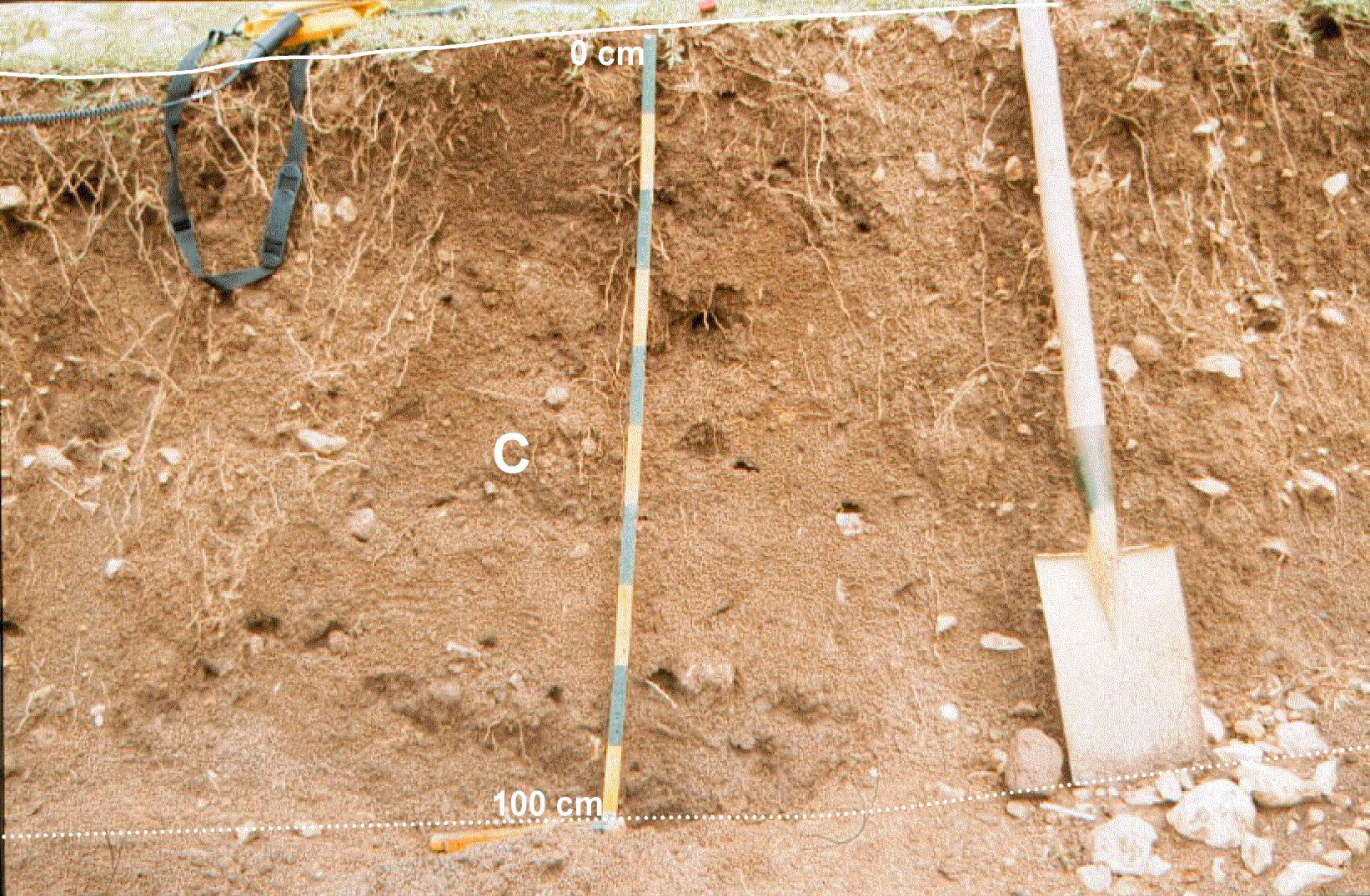
Calcáreo Solimovic Regosol (Húmico) en Degua Tembien, Etiopía

Un Regosol en la Base de Referencia Mundial de Recursos Suelos (WRB) es un suelo mineral muy débilmente desarrollado en materiales no consolidados. Los regosoles son extensos en tierras erosionadas, en particular en zonas áridas y semiáridas y en regiones montañosas. A nivel internacional, los Regosoles se correlacionan con taxones de suelos que están marcados por una formación incipiente de suelo, como los Entisoles en la taxonomía de suelos del USDA o los Rudosoles y posiblemente algunos Tenosoles en la Clasificación de Suelos de Australia.

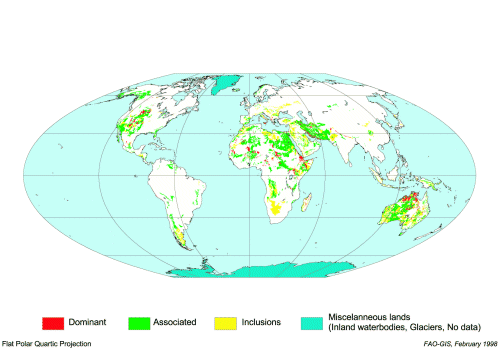
Distribución de Regosoles

El grupo de Regosoles es un grupo de resto taxonómico que contiene todos los suelos que no pudieron acomodarse en ninguno de los otros grupos. Quedan excluidos de los Regosoles los suelos débilmente desarrollados que se clasifican como Leptosoles (suelos muy poco profundos), Arenosoles (suelos arenosos) o Fluvisoles (en depósitos aluviales recientes). Estos suelos tienen perfiles AC. El desarrollo del perfil es mínimo como consecuencia de la corta edad y/o la lenta formación del suelo.
El uso y manejo de la tierra de los Regosoles varían ampliamente. Algunos Regosoles se utilizan para agricultura de riego con uso intensivo de capital, pero el uso de la tierra más común es el pastoreo de bajo volumen. Es mejor dejar los regosoles en las zonas montañosas bajo el bosque.
Los regosoles se encuentran en todas las zonas climáticas sin permafrost y en todas las elevaciones. Los regosoles son particularmente comunes en zonas áridas, en los trópicos secos y en las regiones montañosas.
Los regosoles cubren aproximadamente 260 millones de hectáreas en todo el mundo, principalmente en zonas áridas del medio oeste de los Estados Unidos, el norte de África, Oriente Próximo y Australia. Unos 50 millones de hectáreas de Regosoles se encuentran en los trópicos húmedos y secos, especialmente en el norte de Australia, y otros 36 millones de hectáreas en zonas montañosas.